# Carrera de San Fernando
La Corrida Internacional de San Fernando se trata de una carrera urbana pedestre de 10 km que se corre la primera semana de enero de cada año en las ciudades de Punta del Este y Maldonado en la República Oriental del Uruguay.
La corrida fue creada en 1974 por Jorge Echezarreta (entonces Secretario de la Confederación Atlética del Uruguay) y se llevó a cabo en el Departamento de Maldonado, con la idea de unir la Capital departamental con el balneario top de Sudamérica, Punta del Este. Surgió como una carrera pedestre que estuviera a nivel mundial y de por sí fue incluida como Grand Prix en el calendario de la IAFF. Con el eslogan " lo mejor del mundo en la Sao Silvestre (corrida famosa de Sao Paulo) lo mejor de la Sao Silvestre en la San Fernando", se convirtió en un ícono no solo a nivel sudamericano sino a nivel mundial, contando con la participación de figuras mundiales y olímpicas como Gaston Roelants y Lasse Viren. Gracias en aquel entonces a los auspicios y colaboración de la Intendencia de Maldonado y un gran patrocinador como lo era el diario El País (con Carlos Scheck a la cabeza), la aspiración era que todo el mundo, desde aquel que contaba con una posición económica holgada hasta el más humilde pudiera participar al lado de los fenómenos mundiales sin gastar un solo céntimo (al decir de su creador Jorge Echezarreta " el deporte madre debe ser para todos sin excepciones").
Su trazado generaba a su vez un atractivo turístico ya que se partía desde un monumento y lugar histórico como la Torre del Vigía (en su primera edición y posteriormente desde el Campus de Maldonado) y transcurría por la Rambla Williman de la playa Mansa hasta su llegada en la Plaza Artigas en el centro de Punta del Este, por lo que los turistas podían acceder a ella fácilmente y el día fijado era el 5 de enero (vísperas de Reyes) por lo que no se dejó de lado ningún detalle de lado para su atractivo y a su vez mostrarse hacia el mundo. Posteriormente los atletas tenían su revancha un par de días después el 7 de enero en la San Felipe y Santiago en Montevideo capital del Uruguay, corrida creada también por Jorge Echezarreta y con un trazado por todo lo largo de la Rambla de la ciudad, uno de los más grandes y famosos atractivos de Montevideo, corrida también incluida gracias al propio Echezarreta, como Grand Prix en el calendario de la IAFF.

## Ganadores
| Edición  | km     | Masculino      | Masculino           | Masculino | Femenino  | Femenino                | Femenino |
| Edición  | km     | País           | Nombre              | Time      | País      | Nombre                  | Time     |
| -------- | ------ | -------------- | ------------------- | --------- | --------- | ----------------------- | -------- |
| 1975 2°  |        | Costa Rica     | Rafael Pérez        |           |           |                         |          |
| 1976 3°  | 8,4km  | Colombia       | Víctor Mora         | 24:06     |           |                         |          |
| 1977 4°  | 8,1km  | México         | Rodolfo Gómez       | 23:08     |           |                         |          |
| 1978 5°  | 9,1 km | Colombia       | Domingo Tibaduiza   | 26:24     |           |                         |          |
| 1979 6°  | 8,6 km | Italia         | Franco Fava         | 24:46     |           |                         |          |
| 1980 7°  | 8 km   | Estados Unidos | Hebert Lindsay      | 23:07     |           |                         |          |
| 1981 8°  | 8 km   | Brasil         | José Joao Da Silva  | 22:26     | Portugal  | Rosa Mota               | 27:34    |
| 1982 9°  | 8 km   | Colombia       | Silvio Salazar      | 23:37     | Portugal  | Rosa Mota               | 26:39    |
| 1983 10° | 8 km   | Tanzania       | Zakarie Barie       | 22:53     | Portugal  | Rosa Mota               | 26:21    |
| 1984 11° | 8 km   | Colombia       | Silvio Salazar      | 23:12     | Portugal  | Rosa Mota               | 26:14    |
| 1985 12° | 8 km   | Uruguay        | Ricardo Vera        | 23:44     |           |                         |          |
| 1986 13° | 8 km   | Uruguay        | Nelson Zamora       | 23:20     |           |                         |          |
| 1987 14° | 8 km   | Uruguay        | Ricardo Vera        | 23:11     |           |                         |          |
| 1988 15° | 8 km   | Uruguay        | Nelson Zamora       | 23:52     |           |                         |          |
| 1990 16° | 8 km   | Uruguay        | Nelson Zamora       | 23:14     | Argentina | María Teresa Aguirre    |          |
| 1991 17° | 8 km   | Brasil         | Delmir Dos Santos   | 23:18     |           |                         |          |
| 1992 18° | 8 km   | Brasil         | Delmir Dos Santos   | 23:06     |           |                         |          |
| 1993 19° | 7,5 km | Brasil         | Valdenor dos Santos | 23:06     | Brasil    | Solange de Sousa        | 28:03    |
| 1994 20° | 7,4km  | Kenia          | Simon Chemwoyo      | 20:47     | Brasil    | Carmen de Olivera       | 23:15    |
| 1995 21° | 10 km  | Brasil         | Ronaldo da Costa    | 27:52     | Kenia     | Helen Kimaiyo Kiproskei | 32:54    |
| 1996 22° | 10 km  | Kenia          | Peter Ndirangu      | 28:16     | México    | María del Carmen Díaz   | 32:20    |
| 1997 23° | 10 km  | Kenia          | Joseph Kimani       | 27:46     | Brasil    | Roseli Machado          | 32:38    |
| 1998 24° | 10 km  | Kenia          | Paul Tergat         | 28:04     | Kenia     | Marina Denbobe          | 32:44    |
| 1999 25° | 10 km  | Kenia          | Paul Tergat         | 27:54     | Kenia     | Jane Ngotho Wanjiko     | 32:34    |
| 2000 26° | 10 km  | Kenia          | Paul Tergat         | 28:04     | Kenia     | Jane Omoro Morea        | 33:21    |
| 2001 27° | 10 km  | Kenia          | Paul Tergat         | 28:46     | Kenia     | Lydia Cheromei          | 33:13    |
| 2002 28° | 10 km  | Kenia          | Robert Kipkoech C.  | 28:59     | Colombia  | Bertha Oliva            | 33:48    |
| 2003 29° | 10 km  | Kenia          | Robert Kipkoech C.  | 28:57     | Brasil    | Edinalva L. da Silva    | 33:25    |
| 2004 30° | 10 km  | Kenia          | Robert Kipkoech C.  | 27:57     | Kenia     | Deborah M Chepkorir     | 33:15    |
| 2005 31° | 10 km  | Kenia          | Robert Kipkoech C.  | 28:37     | Kenia     | Lydia Cheromei          | 32:20    |
| 2006 32° | 10 km  | Kenia          | Robert Kipkoech C.  | 28:08     | Kenia     | Anne Berwe              | 34:32    |
| 2007 33° | 10 km  | Argentina      | Gustavo Comba       | 28:50     | Argentina | Elisa Cobanea           | 34:24    |
| 2008 34° | 10 km  | Uruguay        | Andrés Zamora       | 30:13     | Kenia     | Gladys Chemweno         | 34:03    |
| 2009 35° | 10 km  | Kenia          | Nicholas Kiprutto   | 29:14     | Kenia     | Nancy Kiprono           | 34:12    |
| 2010 36° | 10 km  | Kenia          | Nicholas Kiprutto   | 29:13     | Kenia     | Rosalía Kipkoech        | 34:00    |
| 2011 37° | 10 km  | Kenia          | Kiplagal Kosguei B. | 29:42     | Kenia     | Eunice Kirwa            | 34:14    |
| 2012 38° | 10 km  | Cuba           | Aguelmis Rojas      | 29:35     | Paraguay  | Fátima Romero           | 37:15    |
| 2013 39° | 10 km  | Uruguay        | Santiago Casco      | 29:43     | Argentina | Nadia Rodríguez         | 34:25    |
| 2014 40° | 10 km  | Argentina      | Federico Bruno      | 29:59     | Argentina | Nadia Rodríguez         | 35:44    |
| 2015 41° | 10 km  | Uruguay        | Ernesto Zamora      | 30:08     | Argentina | Nadia Rodríguez         | 34:52    |
| 2016 42° | 10 km  | Argentina      | Federico Bruno      | 29:22     | Argentina | Nadia Rodríguez         | 35:23    |
| 2017 43° | 10 km  | Uruguay        | Nicolás Cuestas     | 30:46     | Brasil    | María Ferreis           | 35:55    |
| 2018 44° | 10 km  | Argentina      | Federico Bruno      | 29:29     | Argentina | María Luz Tesuri        | 34:27    |
| 2019 45° | 10 km  | Uruguay        | Nicolás Cuestas     | 30:25     | Argentina | María Luz Tesuri        | 34:32    |
| 2020 46° | 10 km  | Argentina      | Federico Bruno      | 29:53     | Argentina | Fedra Luna              | 34:03    |
| 2021 47° |        |                | Carrera Virtual     |           |           |                         |          |
| 2022 48° | 10 km  | Argentina      | Federico Bruno      | 29:09     | Argentina | Florencia Borelli       | 33:02    |
| 2023 49° | 10 km  | Argentina      | Federico Bruno      | 29:07     | Argentina | Florencia Borelli       | 33:23    |

## Palmarés
| Victorias         | Victorias      | Victorias |     |     |
| Pos               | País           | Total     | Hom | Muj |
| ----------------- | -------------- | --------- | --- | --- |
| Medalla de oro    | Kenia          | 27        | 12  | 15  |
| Medalla de plata  | Argentina      | 19        | 7   | 11  |
| Medalla de bronce | Uruguay        | 10        | 10  | 0   |
| 4.º               | Brasil         | 10        | 5   | 5   |
| 5.º               | Colombia       | 5         | 4   | 1   |
| 6.º               | Portugal       | 4         | 0   | 4   |
| 7.º               | México         | 2         | 1   | 1   |
| 8.º               | Cuba           | 1         | 1   | 0   |
| 9.º               | Estados Unidos | 1         | 1   | 0   |
| 10.º              | Tanzania       | 1         | 1   | 0   |
| 11.º              | Italia         | 1         | 1   | 0   |
| 12.º              | Paraguay       | 1         | 0   | 1   |

| Pos               | País      | Nombre             | V | Ediciones                       |
| ----------------- | --------- | ------------------ | - | ------------------------------- |
| Medalla de oro    | Argentina | Federico Bruno     | 6 | 2014,2016,2018,2020,2022 y 2023 |
| Medalla de plata  | Kenia     | Robert Kipkoech C. | 5 | 2002,2003,2004,2005 y 2006      |
| Medalla de bronce | Kenia     | Paul Tergat        | 4 | 1998,1999,2000 y 2001           |

| Pos               | País      | Nombre            | V | Ediciones               |
| ----------------- | --------- | ----------------- | - | ----------------------- |
| Medalla de oro    | Portugal  | Rosa Mota         | 4 | 1981, 1982, 1983 y 1984 |
| Medalla de plata  | Argentina | Nadia Rodríguez   | 4 | 2013, 2014, 2015 y 2016 |
|                   | Argentina | Florencia Borelli | 2 | 2022, 2023              |
| Medalla de bronce | Argentina | María Luz Tesuri  | 2 | 2018 y 2019             |
| Medalla de bronce | Kenia     | Lydia Cheromei    | 2 | 2001 y 2005             |

### Mejor Tiempo (10 km)

#### Masculino
| 1997 23° | 10 km | Kenia | Joseph Kimani | 27:46 |

#### Femenino
| 1996 22° | 10 km | México | María del Carmen Díaz | 32:20 |